# 林道晴
林 道晴（はやし みちはる、1957年8月31日 - ）は、日本の裁判官。最高裁判所判事。東京都出身。

## 略歴
東京教育大学附属駒場中学校・高等学校（現筑波大学附属駒場中学校・高等学校）を経て1980年3月に東京大学法学部卒業。司法研修所事務局長、最高裁判所事務総局民事局長兼行政局長、経理局長、静岡地方裁判所長、最高裁判所首席調査官、東京高等裁判所長官などを務めた。
東京高裁判事だった岡口基一に対して2018年9月11日、最高裁にて分限裁判が行われた際、申し立ての責任者たる東京高裁長官としてこれを申し立てた。岡口に対して、ツイッターのツイートを辞めるように、そうでなければ分限裁判にかけると言ったが、岡口判事がこれを拒否した結果としての申し立てであった。裁判官の表現の自由を巡る問題として社会的に、特に法曹界で大きな話題を呼んだ。最高裁は岡口を懲戒処分に処したが、憲法学者、弁護士の中には反対の意見もあり、裁判官の自由な意見の表明がどこまで許されるのかという問題がある。

## 年譜
- 1980年：司法修習生（34期）
- 1982年4月：判事補任官、東京地方裁判所判事補
- 1985年8月：最高裁判所事務総局民事局付
- 1987年4月：検事
- 1989年4月：札幌地方裁判所・家庭裁判所判事補
- 1990年4月：札幌地方裁判所・家庭裁判所判事補
- 1992年4月：東京地方裁判所判事
- 1993年7月：最高裁判所事務総局民事局参事官
- 1996年8月：最高裁判所事務総局民事局第二課長
- 1999年7月：最高裁判所事務総局民事局第一課長兼第三課長兼広報課付
- 2002年8月：東京高等裁判所判事
- 2003年8月：東京地方裁判所部総括判事
- 2005年3月：司法研修所教官
- 2005年10月：司法研修所事務局長
- 2009年8月：最高裁判所事務総局民事局長兼行政局長
- 2010年7月：最高裁判所事務総局経理局長
- 2013年3月：静岡地方裁判所長
- 2014年9月：東京高等裁判所部総括判事
- 2014年11月：最高裁判所首席調査官
- 2018年1月：東京高等裁判所長官
- 2019年9月：最高裁判所判事（令和では初の最高裁判事就任）
- 2021年10月31日：最高裁判所裁判官国民審査において、罷免を可とする票4,397,748票、罷免を可とする率7.69%で信任[3]。

## 著作
- ステップアップ民事事実認定（土屋文昭、林道晴／編） - 2010年12月 有斐閣
- ライブ争点整理（林道晴、太田秀哉／編） - 2014年5月 有斐閣

## 担当訴訟
- 2020年9月8日、前橋市連続強盗殺人事件の上告審判決公判の裁判長を担当。被告人側の上告を棄却し、被告Tの死刑が確定する判決を宣告した[4]。

- 2020年12月23日、「袴田事件」で死刑が確定した袴田巌の第2次再審請求について、再審・裁判のやり直しを認めなかった東京高等裁判所の決定を取り消し、高裁で再び審理するよう命じる決定をした[5]。

- 2021年(令和3年)7月29日、同27日付で、朝鮮学校を高校授業料無償化の対象から除外したのは違法だとする広島朝鮮初中高級学校の運営法人と元生徒109人の上告を棄却、学校側敗訴が確定した。[6]